# ベフルーズ・ブチャーニー
ベフルーズ・ブチャーニー（ペルシア語: بهروز بوچانی, クルド語: Bêhrûz Boçanî、1983年 - ）は、東クルディスタン出身の作家、ジャーナリスト、映画監督。
イラン政府の弾圧を逃れ、クルド系の難民としてオーストラリアを目指したがマヌス島の難民収容施設に強制収容される。収容施設の中で携帯電話を使って密かに執筆や撮影を行い、収容制度を批判する記事や映画によって存在が知られるようになった。自らの難民体験を語った著書『山よりほかに友はなし』（2018年）を発表し、各国で翻訳された。ニュージーランドで難民申請が認められ、人権擁護者としても活動している。

## 経歴

### イラン時代
イラン・イラク戦争中の1983年にイランのイーラーム州の山岳地にクルド人として生まれる。クルド人の軍事組織であるペシュメルガへの参加を考えたこともあったが、非暴力の抵抗の思想にもとづき、ペンの力で活動することを決める。テヘランのタルビアット・モアレム大学とタルビアット・モダレス大学で学んで政治学修士を取得し、ジャーナリストとしてクルド系雑誌『Werya』で活動する。クルド文化や政治を推進する活動に関わり、イランの非合法団体にも所属したため逮捕や取り調べを受けた。2013年に『Werya』の事務所が襲撃されたことをきっかけにイランを脱出した。

### マヌス島への収容
イランからインドネシアを経由してボートピープルとしてクリスマス島へ向かったが、船が沈没して警察に収監される。再乗船をしたがオーストラリア海軍に拿捕され、パプアニューギニアのマヌス島にあるマヌス島域移行措置センターに強制収容された。これはオーストラリアがパシフィック・ソリューションと呼ぶ国外入国審査のためだった。マヌス島の収容施設は2012年の開設以来、環境の劣悪さや暴力が報告されていた。
ブチャーニーはイラン脱出の前からFacebookで投稿しており、施設内でも投稿を続けた。当初の投稿は2014年2月の暴動で死亡した友人レザ・ベラティについてであり、2015年以降は収容施設における拷問、虐待、抑圧、レイプへの非難を書くようになった。2016年に投稿が注目され、オーストラリアのメディアの協力や英訳によってネットワークを広げた。詩人・人権活動家のジャネット・ガルブレイス（Janet Galbraith）は国際ペンクラブにブチャーニーの活動を紹介し、ブチャーニーの記事が英訳で掲載されるようになり、当初は安全のために匿名で投稿をした。シドニー在住で難民の庇護希望者を支援していたムーネス・マンスービーは、ブチャーニーの文書を英語に翻訳して『ガーディアン』に掲載した。その記事を見たオミド・トフィギアンはブチャーニーの文書を翻訳し、2017年の監獄についての記事が国際的に支持されるようになった。イラン系の映画監督アラシュ・カマリ・サルベスターニー（Arash Kamali Sarvestani）と共作した映画『チャウカよ、時を伝えて』（2017年）は世界各地で公開され、ブチャーニーは上映会への参加を求めてビザを申請したが、オーストラリア政府に却下された。

### 著書の執筆
ブチャーニーは収容の実態を書いたため要注意人物として監視され、収容施設内の刑務所に8日間拘束されて執筆をやめるように指示を受けた。密かに携帯電話を入手したブチャーニーは、施設での体験をペルシア語でWhatsAppに投稿した。2017年には収容施設からの移送を命じられ、身の安全と設備への不安を訴える抵抗活動に参加した。対抗活動のメンバーは議論や投票によって方針を決め、強制的に移送されるまで3週間続いた。ブチャーニーは飢餓や脱水症状に苦しみながら抵抗の様子をリアルタイムで投稿した。地獄のようだと表現しつつも、初めて自由な生を得た「愛と平和と人間性の共和国」や「深淵で詩的なパフォーマンス」と語っている。
ブチャーニーは書きためた文章をもとにトフィギアンらと対話を重ねて推敲し、著書『山よりほかに友はなし』として2018年に発表した。同書はオーストラリアに入国拒否をされた作家の体験として発売と同時に話題となった。メルボルン・ライターズで2018年のベストセラーとなり、ヴィクトリア州文学賞とヴィクトリア州首相文学賞を受賞した。受賞によってブチャーニーの身の安全が脅かされる可能性も高まり、オーストラリアのメディア・エンターテインメント・ アーツ同盟はブチャーニーの解放とオーストラリア定住を求める「#FreeBehrouz」キャンペーンを行った。

### ニュージーランドでの難民認定
ブチャーニーはパプアニューギニア政府の方針で他の収容者とともにポートモレスビーの施設に移送され、第3国への出国を支援者と密かに相談した。国連高等難民弁務官事務所（UNHCR）とアムネスティ・インターナショナルの働きかけにより、2019年にニュージーランドの文芸団体ワード・クライストチャーチのフェスティバルにゲスト講師として参加した。ニュージーランド政府から観光ビザを得たブチャーニーは、クライストチャーチ滞在中にニュージーランド政府に難民認定を申請し、2020年7月に難民認定を受けた。それ以降はカンタベリー大学の非常勤リサーチフェローに就任し、難民やマイノリティの人権について執筆、講演を行なっている。国際ペンクラブ名誉会員となり、寄稿紙は『ガーディアン』の他に『ジ・エイジ』『サタデー・ペーパー』『ハフィントン・ポスト』『フィナンシャル・タイムズ』『シドニー・モーニング・ヘラルド』などがある。
ブチャーニーは著作発表後にアボリジニとのコラボラーションも行っている。ダンス・カンパニーのマラゲク（Marrugeku）は、ブチャーニーの著作のエピソードや概念を取り入れてアボリジニと難民を重ね合わせた舞台作品を制作した。アボリジナル作家のタラ・ジューン・ウィンチとも交流を行なっている。

## 作品
ブチャーニーは「監獄が与えるあらゆる苦痛を克服し、生き延びることができるのは、創造性を発揮するものだけだ」と語り、創作活動や芸術を評価する。ジャーナリストとしての活動では世界の反応を変えられなかったと自省し、ジャーナリズムの限界を認識しつつ芸術の力に期待を寄せている。フォトジャーナリストやドキュメンタリー映画制作者に対しては、難民を惨めな対象とするステレオタイプの大量生産に加担していると批判している。

### 著書

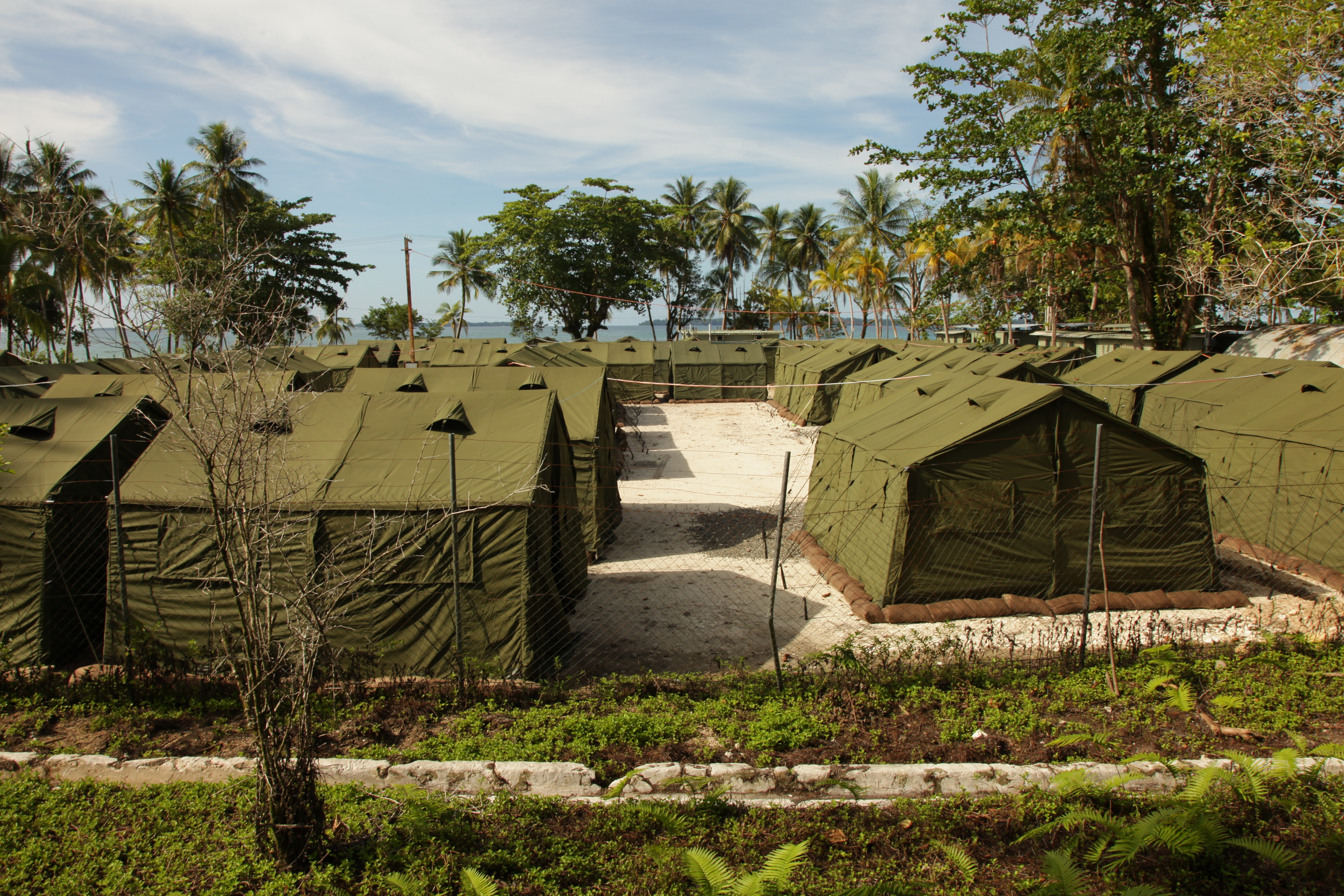
マヌス島の難民収容施設（2021年）

『山よりほかに友はなし』は、難民収容施設による無期限の勾留で奪われる人間の尊厳や、肉体や精神への影響、施設で出会う人々の描写などにジャーナリストとしての経験が活かされている。加えて、哲学的な思索や、ルーツであるクルド人の伝承や神話を取り混ぜてペルシア語の語彙で表現した世界観が評価されている。5年の長期収容におけるマヌス島の年代記や体験記、書簡文芸としての側面も持っている。
ブチャーニーはオーストラリア政府の政策を批判するうえで行政用語を問題視し、収容施設を「監獄」、国境警備隊を「看守」、被収容者を「囚人」と言い換えている。そして収容施設を成立させている権力と服従の構造については、フェミニスト理論のキリアーカル・システムを援用して説明する。マヌス監獄におけるキリアーカル・システムは、頂点のオーストラリア人、看守のパプア人、囚人の順にヒエラルキーを固定し、看守と囚人の敵対、囚人同士の敵対を起こす。看守は囚人がテロリストだと教えられ、囚人は看守が野蛮な人種だと教えられる。囚人同士を疑心暗鬼にさせて連帯を防ぐためにも活用される。こうしてオーストラリア政府によるシステムが暴力で維持される。また、収容施設の運営はオーストラリア企業の他に多国籍企業も参入しており、ブチャーニーは国境産業複合体（border-industrial complex）と呼んで批判する。
ブチャーニーはシステムやパプア人看守の暴力を批判しつつも、パプアニューギニアの司法や医療を批判する意図はなく、収容所のフェンスの外での交流を好意的に描いた。マヌス島におけるオーストラリア政府の新植民地主義を観察し、マヌス島の人々とクルド人の共通点についても考察している。白人による国内の植民地化と、太平洋地域の他国の植民地化によって国外難民収容政策が成り立っていると論じた。
ニュージーランド移住後に第2作『ただ、自由を求めて』（2022年）を発表し、記事、エッセイ、詩の他に交流した移民・難民研究者、人権擁護者、政治学者や文学者らの寄稿を収録した。
- No Friend But the Mountains （2018年）
  - 日本語訳『山よりほかに友はなし』オミド・トフィギアン、一谷智子、友永雄吾、土田千愛、朴伸次、三井洋訳、明石書店、2024年。
- Freedom, Only freedom『ただ、自由を求めて』 （2022年）

### 映画

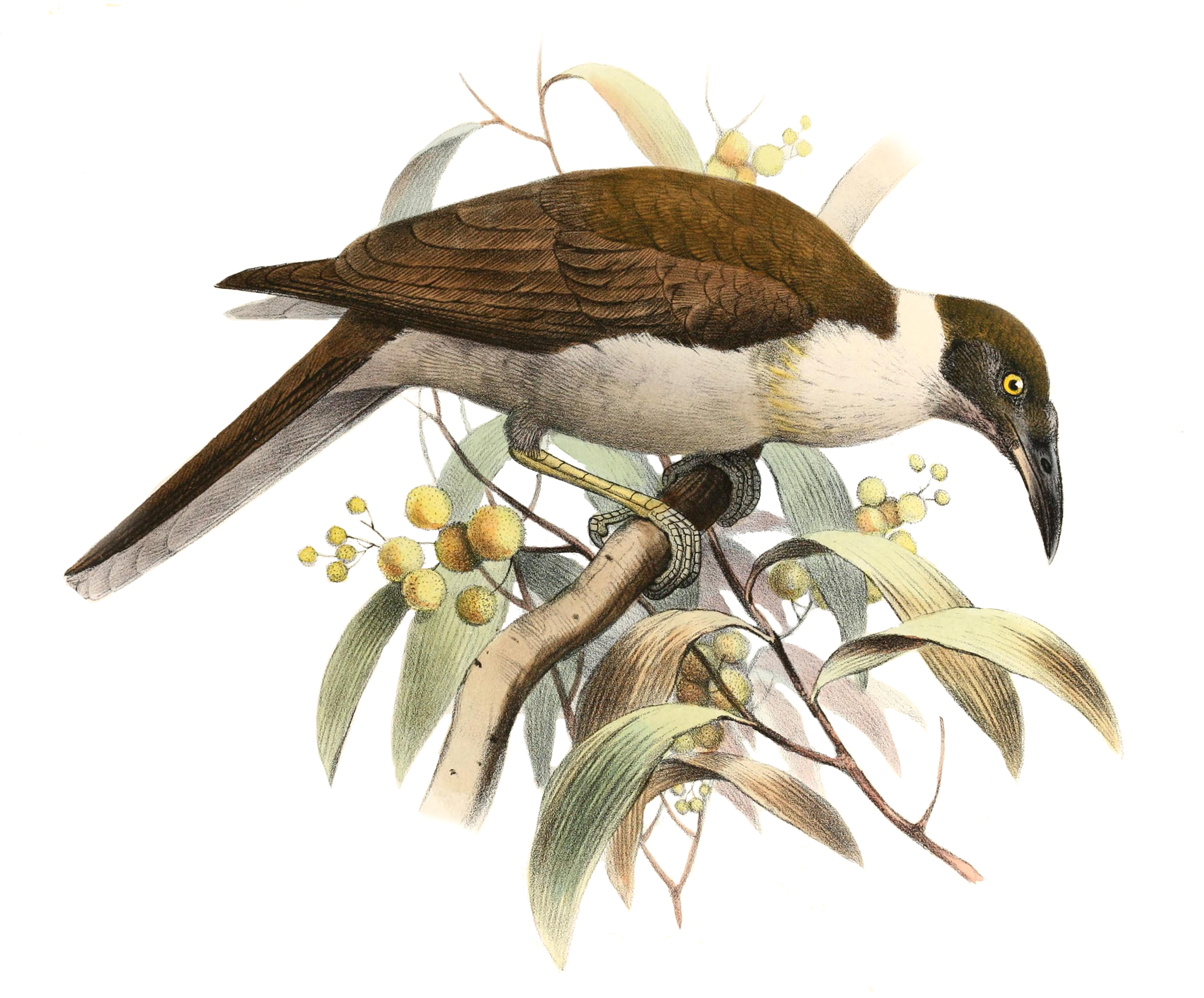
作品タイトルのチャウカは、マヌス島に住む小鳥（Philemon albitorques）を指す

『チャウカよ、時を伝えて』（2017年）は、ブチャーニーの活動を知ったアラシュ・カマリ・サルベスターニーの提案で2016年に制作された。タイトルのチャウカとはマヌス島の固有の小鳥で、島のアイデンティティであると同時に収容所の窓のない独房も指している。ブチャーニーは携帯電話で密かに撮影し、施設での生活や収容者へのインタビュー、収容者の表情を映し、対照的に平和な海岸や現地の子供の日常風景も記録した。撮りためた映像をもとに映画が制作され、オーストラリアの他にヨーロッパやニュージーランドで公開された。ブチャーニーはこの映画をドキュメンタリーではなく芸術作品として観るように呼びかけた。自著『山よりほかに友はなし』の映画化も進めている。
- Chauka, Please Tell Us the Time『チャウカよ、時を伝えて（英語版）』（2017年） - アラシュ・カマリ・サルベスターニー（Arash Kamali Sarvestani）と共同監督

## 評価、影響
2017年の抵抗活動の最中に、2016年の投稿が評価されてアムネスティ・インターナショナルのオーストラリア賞（Amnesty International Australia Award）を受賞した。
ヴィクトリア州文学賞は、本来はオーストラリア国民および永住者を対象としているが、選考委員会は全会一致で『山よりほかに友はなし』をオーストラリア文芸作品として授賞を決定した。ブチャーニーは受賞時のコメントで「人間と見なさない制度に対する勝利」と語り、文学の可能性について「非人道的な制度や構造に対抗する力」と定義した。その後もニューサウスウェールズ州首相文学賞の特別賞、オーストラリア書籍産業賞、全豪バイオグラフィー賞などを受賞している。